# 그 남자의 사랑법
그 남자의 사랑법(रब ने बना दी जोड़ी, Rab Ne Bana Di Jodi)은 2008년 공개된 인도의 로맨틱 코미디 영화이다.
영화의 대본은 많은 비평가들의 인정을 받았으며 개봉 하루 만에 영화 예술 과학 아카데미의 마가렛 헤릭 도서관에 포함되도록 초대되었다. 스크립트는 연구 목적으로만 접근할 수 있다. 학생, 영화 제작자, 작가 및 배우가 정기 후원자 중 하나이다.

## 줄거리
소심하고 내성적인 성격의 순수하고 착한 수린더는 직장 동료인 은퇴한 교수의 딸 타니에게 첫눈에 반한다. 타니의 결혼 준비 중에 처음 만났지만, 타니는 어릴 적 아버지의 높은 기대에 미치지 못했다며 농담 반 진담 반으로 수린더를 탓한다. 얼마 후 타니의 약혼자와 가족이 교통사고로 사망하고, 아버지는 충격으로 심장마비를 일으킨다. 임종 직전 아버지는 수린더에게 타니와 결혼해 달라고 부탁하고, 수린더는 그녀를 홀로 남겨둘 수 없어 이를 받아들인다. 타니 또한 아버지의 뜻을 따라 결혼에 동의한다.
서둘러 결혼식을 마친 수린더는 타니를 암리차르에 있는 자신의 고향 집으로 데려간다. 그는 타니를 극진히 보살피지만, 두려움 때문에 그녀에게 사랑을 고백하지 못한다. 어느 날, 직장 동료들과 친구가 결혼을 축하하기 위해 그의 집에 방문하고, 타니도 함께 자리한다. 타니는 남편으로서 최선을 다하겠지만 그를 사랑할 수는 없다고 선언한다. 하지만 수린더는 계속해서 타니가 원하는 것을 들어주려 노력하고, 특히 영화를 즐겨 보는 타니를 위해 자주 극장에 간다. 타니는 무료한 일상에서 벗어나기 위해 댄스 수업을 듣고 싶어 하고, 수린더는 그녀의 소망을 허락한다.
어느 날 영화를 보던 수린더는 자신이 타니가 동경하는 강인한 남성상과는 거리가 멀다는 것을 깨닫고, 친구에게 조언을 구한다. 친구는 그의 변신을 제안하고, 수린더는 콧수염을 밀고 헤어스타일을 바꾸는 등 파격적인 변신을 시도한다. 그는 자신이 좋아하는 영화 속 주인공의 이름을 따 '라지 카푸르'라는 새로운 모습으로 댄스 수업에 등록하고, 우연히 타니의 파트너가 된다. 처음에는 어색하고 서툴렀지만, 라지와 타니는 함께 춤을 연습하며 점차 가까워진다. 라지의 매력에 빠진 타니는 그에게 호감을 느끼고, 수린더는 라크샤 반단 축제에서 타니가 자신에게 라키를 채워주지 않는 것을 보고 희망을 느낀다. 라지는 타니에게 사랑을 고백하지만, 타니는 남편에 대한 의무감과 라지에 대한 설렘 사이에서 갈등한다.
수린더는 타니가 자신과 있을 때보다 라지와 있을 때 더 행복하다는 사실에 괴로워하고, 타니는 라지를 찾아가 자신의 상황을 이야기하며 도움을 요청한다. 라지는 함께 도망갈 것을 제안하고, 타니는 눈물을 흘리며 이를 받아들인다. 둘은 댄스 경연 대회가 있는 다음 날 밤으로 도피 날짜를 정한다. 대회 당일, 수린더는 타니를 황금 사원에 데려가 신의 축복을 구한다. 그곳에서 타니는 자신의 결혼이 신의 뜻이라는 깨달음을 얻고, 수린더의 진심을 깨닫는다. 그녀는 라지에게 함께 도망갈 수 없다고 말하고, 라지는 충격에 휩싸인다. 경연 시간, 타니는 무대에 올라온 사람이 라지가 아닌 수린더라는 것을 알고 놀란다. 과거의 기억들을 떠올린 타니는 수린더가 라지였다는 사실을 알게 된다. 무대 뒤에서 타니는 수린더에게 그 사실을 확인하고, 그들의 사랑을 확인한 두 사람은 댄스 경연에서 우승하고 일본으로 신혼여행을 떠난다.

## 출연

### 주연
- 샤룩 칸
- 아누쉬카 샤르마

### 조연
- 비나이 파닥
- M.K. 라이나
- 만밋 싱

## 기타
- 공동제작: 샤룩 칸
- 미술: 무니시 사펠
- 의상: 아키 니루라